# Mallada signatus
Mallada signatus är en insektsart som först beskrevs av Schneider 1851.  Mallada signatus ingår i släktet Mallada och familjen guldögonsländor. Inga underarter finns listade i Catalogue of Life.